# Powiat wiłkomierski (I Rzeczpospolita)

Powiat wiłkomierski na tle Wielkiego Księstwa Litewskiego I Rzeczypospolitej

Powiat wiłkomierski – jednostka terytorialna województwa wileńskiego Wielkiego Księstwa Litewskiego w 1413 roku i Rzeczypospolitej Obojga Narodów. Nazwa powiatu występuje w popisie wojsk w 1528 roku.
W obrębie powiatu wiłkomierskiego istniały starostwa: bolnickie, kopiskie, onikszciańskie, subockie, pieniańskie, uszpolskie oraz inne królewszczyzny.